# Шведлар
Шведлар (словац. Švedlár) — село в окрузі  Ґелниця Кошицького краю Словаччини. Площа села 84,49 км². Станом на 31 грудня 2015 року в селі проживало 2106 жителів.
В селі знаходиться однойменна залізнична зупинка.

## Історія
Перші згадки про село датуються 1255 роком.

## Населення
| Рік:            | 1994. | 2004.    | 2014.   | 2024. |
| --------------- | ----- | -------- | ------- | ----- |
| Кількість осіб: | 1679  | 1975     | 2087    | 2087  |
| Різниця:        |       | +17,62 % | +5,67 % | +0 %  |

| Рік:            | 2023. | 2024.   |
| --------------- | ----- | ------- |
| Кількість осіб: | 2102  | 2087    |
| Різниця:        |       | -0,71 % |